# Shahin Shahablou
Shahin Shahablou (27. ledna 1964 Teherán – 15. dubna 2020) byl íránský fotograf.

## Životopis
Byl vychován v Teheránu. Jeho láska k fotografii ho dovedla k bakalářskému a poté magisterskému titulu v oboru na Teheránské univerzitě. Vyučoval fotografii, organizoval samostatné výstavy v Íránu a Indii, stal se fotoreportérem a členem správní rady íránské asociace fotoreportérů. Byl homosexuál.
V roce 2011 uprchl z Íránu, kde byl vězněn jako politický vězeň, do Británie, kde získal status uprchlíka. Tam byl známý fotografováním LGBT tematiky. Pracoval také jako fotograf pro Amnesty International. Kromě fotografování pracoval Shahablou v supermarketu.
Shahablou zemřel na COVID-19 ve věku 56 let 15. dubna 2020.